# 651
651（六百五十一、ろっぴゃくごじゅういち）は自然数、また整数において、650の次で652の前の数である。

## 性質
- 651は合成数であり、約数は 1, 3, 7, 21, 31, 93, 217, 651 である。
  - 約数の和は1024。
    - 約数の和が2の累乗数になる10番目の数である。1つ前は381、次は889。
    - 約数の和が平方数になる31番目の数である。1つ前は642、次は679。
- 6514 = 2404 + 3404 + 4304 + 5994
- 84番目の楔数である。1つ前は646、次は654。
- 21番目の五角数である。1つ前は590、次は715。
  - 五角数が楔数になる3番目の数である。1つ前は590、次は715。
- 651 = 1 + 6 + 28 + 120 + 496
  - 倍積完全数の総和で表せる数である。1つ前は155、次は1323。
  - 2n−1(2n − 1) における総和とみたとき1つ前は155、次は2667。(オンライン整数列大辞典の数列 A171477)
- 651 = 250 + 251 + 252
  - a = 25 のときの a0 + a1 + a2 の値とみたとき1つ前は601、次は703。
    - a0 + a1 + a2 で表せる2番目の楔数である。1つ前は273、次は1407。
    - a0 + a1 + a2 で表せる最小の五角数である。次は5551。

  - 25の累乗和とみたとき1つ前は26、次は16276。(オンライン整数列大辞典の数列 A218728)
    - 651 = 253 − 1/25 − 1 = 263 + 1/26 + 1

  - 651 = 50 + 52 + 54
    - a = 5 のときの a0 + a2 + a4 の値とみたとき1つ前は273、次は1333。(オンライン整数列大辞典の数列 A059826) 
      - a4 + a2 + a0 は (a2 + a + 1)(a2 − a + 1)と因数分解できる。
- 各位の和が12になる57番目の数である。1つ前は642、次は660。
- 651 = 12 + 52 + 252 = 12 + 112 + 232 = 12 + 172 + 192 = 112 + 132 + 192
  - 3つの平方数の和4通りで表せる74番目の数である。1つ前は645、次は661。(オンライン整数列大辞典の数列 A025324)
  - 異なる3つの平方数の和4通りで表せる55番目の数である。1つ前は649、次は661。(オンライン整数列大辞典の数列 A025342)
- 651 = (52 + 5 + 1) × (52 − 5 + 1)
  - n = 5 のときの (n2 + n + 1)(n2 − n + 1) の値とみたとき1つ前は273、次は1333。(オンライン整数列大辞典の数列 A059826)
- 651 = 262 − 25
  - n = 26 のときの n2 − 25 の値とみたとき1つ前は600、次は704。(オンライン整数列大辞典の数列 A098603)

## その他 651 に関連すること
- 西暦651年
- JR東日本651系電車はJR東日本の交直流両用特急形電車。